# دیوید دانبار بیوک
دیوید دانبار بیوک (به انگلیسی: David Dunbar Buick) (زاده ۱۷ سپتامبر ۱۸۵۴ - درگذشته ۵ مارس ۱۹۲۹) مخترع و صنعتگر اسکاتلندی مستقر در دیترویت، میشیگان در ایالات متحده آمریکا بود، که در سال ۱۸۹۹ شرکت خودروسازی بیوک را تاسیس کرد.
دیوید بیوک این شرکت را در فاصله سال‌های ۱۹۰۲ تا ۱۹۰۶ مدیریت کرد، اگرچه بسیار زود از این شرکت کناره‌گیری کرد، ولی فعالیت‌های هر چند کوتاه او به ایجاد یکی از موفق‌ترین برندهای تاریخ خودروسازی در ایالات متحده کمک شایانی نمود. در سال ۱۹۰۶ شرکت جنرال موتورز شرکت موتور بیوک را با قیمت ۵ میلیون دلار خریداری کرد. هم‌اکنون بیوک بعنوان یکی از برندهای جنرال موتورز به‌شمار می‌آید و قدیمی‌ترین شرکت خودروسازی جهان محسوب می‌شود، که کماکان در صنعت خودروسازی فعالیت می‌کند.